# Markiz Donegall

## Informacje ogólne
- Dodatkowymi tytułami markiza Donegall są:
  - hrabia Donegall
  - hrabia Belfastu
  - wicehrabia Chichester
  - baron Chichester
  - baron Fisherwick
  - baron Templemore
- Najstarszy syn markiza Donegall nosi tytuł hrabiego Belfastu
- Najstarszy syn hrabiego Belfastu nosi tytuł wicehrabiego Chichester

Wicehrabiowie Chichester 1. kreacji (parostwo Irlandii)
- 1625–1648: Edward Chichester, 1. wicehrabia Chichester
- 1648–1675: Arthur Chichester, 2. wicehrabia Chichester

Hrabiowie Donegall 1. kreacji (parostwo Irlandii)
- 1647–1675: Arthur Chichester, 1. hrabia Donegall
- 1675–1678: Arthur Chichester, 2. hrabia Donegall
- 1678–1706: Arthur Chichester, 3. hrabia Donegall
- 1706–1757: Arthur Chichester, 4. hrabia Donegall
- 1757–1799: Arthur Chichester, 5. hrabia Donegall

Markizowie Donegall 1. kreacji (parostwo Irlandii)
- 1791–1799: Arthur Chichester, 1. markiz Donegall
- 1799–1844: George Augustus Chichester, 2. markiz Donegall
- 1844–1883: George Hamilton Chichester, 3. markiz Donegall
- 1883–1889: Edward Chichester, 4. markiz Donegall
- 1889–1904: George Augustus Hamilton Chichester, 5. markiz Donegall
- 1904–1975: Edward Arthur Donald St George Hamilton Chichester, 6. markiz Donegall
- 1975–2007: Dermot Richard Claud Chichester, 7. markiz Donegall
- 2007 -: Arthur Patrick Chichester, 8. markiz Donegall

Następca hrabiego Belfastu: James Chichester, hrabia Belfastu